# Baños de la Encina
Baños de la Encina település Spanyolországban, Jaén tartományban. Baños de la Encina Andújar, Bailén, La Carolina, Guarromán, Villanueva de la Reina, Viso del Marqués, Carboneros, Mestanza és San Lorenzo de Calatrava községekkel határos. Lakosainak száma 2563 fő (2024).

## Népesség
A település népessége az elmúlt években az alábbi módon változott:
| Lakosok száma | 2700 | 2734 | 2743 | 2716 | 2694 | 2669 | 2613 | 2582 | 2594 | 2563 |
|               | 2001 | 2004 | 2007 | 2009 | 2012 | 2014 | 2017 | 2019 | 2022 | 2024 |